# Campanha de Rodrigo Garcia ao governo de São Paulo em 2022
A campanha de Rodrigo Garcia ao governo de São Paulo em 2022 foi oficializada em 30 de julho de 2022 em São Paulo. O então governador Rodrigo Garcia buscava reeleição como governador de São Paulo. O vice na chapa fora Geninho Zuliani, deputado federal por São Paulo.

## Histórico

### Eleições Estaduais de 2018
Em 2018 o então governador em exercício era Márcio França (PSB), eleito vice-governador em 2014 na chapa liderada por Geraldo Alckmin (PSDB), Márcio assumiu o mandato em função da renúncia de Alckmin para concorrer ao cargo de presidente em 2018. Na esfera estadual, o PSDB lançou a candidatura do então prefeito de São Paulo João Doria Júnior, tendo como candidato à vice, Rodrigo Garcia, pelo Democratas, atual UNIÃO. Doria Júnior e Rodrigo Garcia foram eleitos em segundo turno, com 10.990.350 votos, que representavam 51,75% do eleitorado total.

### Renúncia de Doria em 2022
No dia 1.º de abril de 2022 João Doria renunciou ao cargo de governador de São Paulo em função de sua pretensão de concorrer à presidência da república nas eleições daquele ano atrelada a sua vitória nas prévias eleitorais do PSDB à presidência, onde derrotou Eduardo Leite, então governador do Rio Grande do Sul. Rodrigo Garcia assumiu o governo paulista a partir de então.

## Candidatos
Os seguintes políticos anunciaram a sua candidatura. Os partidos políticos tiveram até 15 de agosto de 2022 para registrar formalmente os seus candidatos.
| Coligação São Paulo pra Frente |                                                                                      |
| |                                                                                      |
| Rodrigo Garcia | Geninho Zuliani                                                                      |
| |                                                                                      |
| para governador | para vice-governador                                                                 |
| - Governador de São Paulo de 1.º de abril de 2022 até 31 de dezembro de 2022                                                                                                 | Deputado federal de São Paulo de 1 de fevereiro de 2019 até 1.º de fevereiro de 2023 |
| Integrantes: - Federação PSDB Cidadania - (PSDB e Cidadania) - União Brasil - Movimento Democrático Brasileiro - Progressistas - Podemos - Solidariedade - Patriota - Avante |                                                                                      |